# Ibiraci
Ibiraci är en kommun i Brasilien.   Den ligger i delstaten Minas Gerais, i den sydöstra delen av landet, 500 km söder om huvudstaden Brasília. Antalet invånare är 12 177.
Omgivningarna runt Ibiraci är huvudsakligen savann. Runt Ibiraci är det glesbefolkat, med 18 invånare per kvadratkilometer.